# Bridgesita-(Ce)
La bridgesita-(Ce) és un mineral de la classe dels sulfats.

## Característiques
La bridgesita-(Ce) és un sulfat de fórmula química CaCe₂Cu₆(SO₄)₄(OH)₁₂(H₂O)₅·3H₂O. Va ser aprovada com a espècie vàlida per l'Associació Mineralògica Internacional l'any 2019, sent publicada durant el 2022. Cristal·litza en el sistema monoclínic.
Les mostres que van servir per a determinar l'espècie, el que es coneix com a material tipus, es troben conservades a les col·leccions del Museu d'Història Natural de Londres (Anglaterra), amb els números de registre: bm2007.81, bm2007.82 i bm2007.83.

## Formació i jaciments
Va ser descoberta a la mina Tynebottom, situada a Alston Moor, al districte d'Eden (Cúmbria, Anglaterra), on es troba en forma de cristalls prims, d'entre 1 i 2 μm, normalment aciculars i formant intercreixements amb minerals associats. Aquest indret és l'únic a tot el planeta on ha estat descrita aquesta espècie mineral.